# 常吉村
常吉村（つねよしむら）は、かつて京都府中郡にあった村。現在の京丹後市大宮町上常吉・大宮町下常吉にあたる。

## 地理
丹後半島のほぼ中心に位置する旧大宮町の南西部に位置する。峰山町五箇村との境界に標高661メートルの磯砂山が聳える。基幹産業は稲作を中心とした農業と丹後ちりめんに代表される機業で、「駐在所とお寺以外はすべてハタ屋」と称されるような村であった。

## 歴史

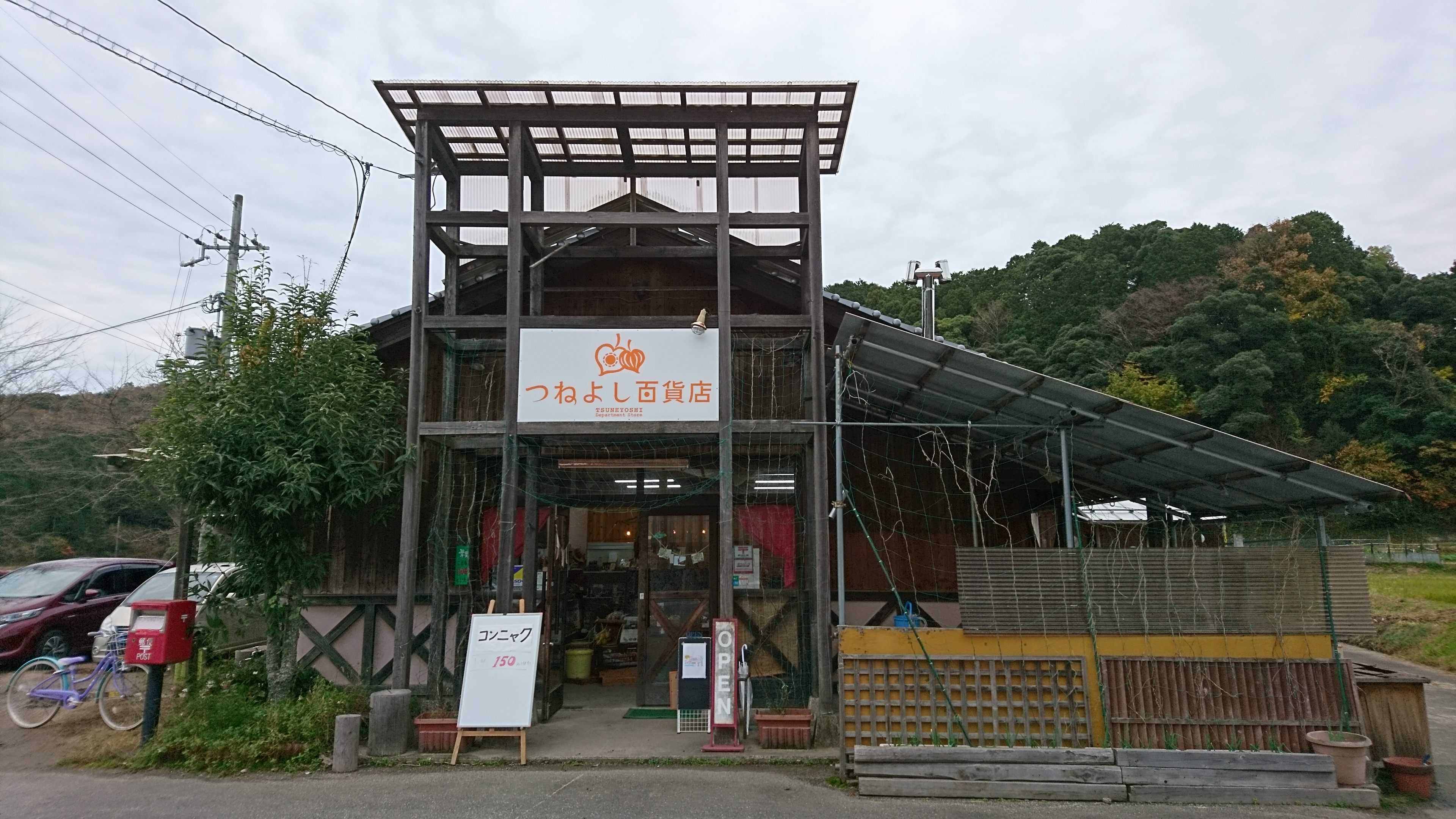
旧常吉村住民により20世紀末に設立された常吉村営百貨店の後継店「つねよし百貨店」は、21世紀初頭においても常吉地区コミュニティの拠点となっている。

- 1889年（明治22年）4月1日 - 町村制の施行により、上常吉村・下常吉村の区域をもって常吉村が発足。
- 1951年（昭和26年）4月1日 - 口大野村・奥大野村・三重村・周枳村・河辺村と合併して大宮町が発足。同日常吉村廃止。